# Liste der Kulturdenkmäler in Löf
In der Liste der Kulturdenkmäler in Löf sind alle Kulturdenkmäler der rheinland-pfälzischen Ortsgemeinde Löf einschließlich des Ortsteils Kattenes aufgeführt. Grundlage ist die Denkmalliste des Landes Rheinland-Pfalz (Stand: 27. Oktober 2023).

## Denkmalzonen
| Bezeichnung                      | Lage                         | Baujahr                 | Beschreibung | Bild                           |
| -------------------------------- | ---------------------------- | ----------------------- | --- | ------------------------------ |
| Denkmalzone Katteneser Mühlental | Mühltal 7, 8, 13–23, 25 Lage | 18. und 19. Jahrhundert | dichte Abfolge von 13 malerisch gruppierten Mühlenanwesen mit Wohn- und Wirtschaftsgebäuden in Fachwerk und Bruchsteinbauweise des frühen 18. und 19. Jahrhunderts, teilweise in schlechtem baulichen Zustand oder ruinös; mit wasserbaulichen Anlagen | weitere Bilder Fotos hochladen |

## Einzeldenkmäler
| Bezeichnung                       | Lage                                                 | Baujahr         | Beschreibung | Bild                           |
| --------------------------------- | ---------------------------------------------------- | --------------- | --- | ------------------------------ |
| Wegekreuz                         | Löf, Alte Moselstraße, bei Nr. 7 Lage                | 1769            | Wegekreuz, Kreuzigungsgruppe, bezeichnet 1769 | Fotos hochladen                |
| Wohnturm                          | Löf, Alte Moselstraße, bei Nr. 8 im Hof Lage         |                 | Wohnturm (?); hoher dreigeschossiger Bruchschieferbau, Krüppelwalmdach | Fotos hochladen                |
| Wohnhaus                          | Löf, Alte Moselstraße 26 Lage                        |                 | Putzbau, Schildwand mit gotischen Fenstern, Schildgiebel | BW                             |
| Türsturz                          | Löf, Alte Moselstraße, an Nr. 32 Lage                | 1709            | Türsturz, bezeichnet 1709 | Fotos hochladen                |
| Wegekapelle                       | Löf, Dorfstraße, vor Nr. 42 Lage                     | 1701            | Wegekapelle, bezeichnet 1701; Wegekreuz, 18. Jahrhundert | Fotos hochladen                |
| Wegekreuz                         | Löf, Dorfstraße, Ecke Kornstraße Lage                | 1737            | Wegekreuz, Nischentyp, bezeichnet 1737 | Fotos hochladen                |
| Heiligenhäuschen                  | Löf, Kornstraße, Ecke Alte Moselstraße Lage          | 1728            | Heiligenhäuschen mit zwei Reliefs, bezeichnet 1728 | Fotos hochladen                |
| Katholische Pfarrkirche St. Luzia | Löf, Niederbachstraße Lage                           | 1738            | gotischer Turm, Saalbau, 1738, Architekt Johann Georg Seitz, Erweiterung 1883/84; vor der Kirche: Skulpturen des Guten Hirten und Antonius von Padua; Grabkreuz, 1804; Grabkreuz, 1814; Gesamtanlage von Kirche, Pfarrhaus und Friedhof | weitere Bilder Fotos hochladen |
| Kriegerdenkmal und Wegekreuz      | Löf, Niederbachstraße, auf dem Friedhof Lage         | ab 1665         | Kriegerdenkmal in Kapellenform; Wegekreuz, bezeichnet 1665 und 1666 | Fotos hochladen                |
| Hofanlage                         | Löf, Niederbachstraße 5 Lage                         | 1805            | Winzergehöft; stattlicher Krüppelwalmdachbau, bezeichnet 1805 | Fotos hochladen                |
| Pfarrhaus                         | Löf, Niederbachstraße 12 Lage                        | 18. Jahrhundert | ehemaliges Pfarrhaus; Dreiflügelanlage; Krüppelwalmdachbau, 18. Jahrhundert, steinerne Scheune, bezeichnet 1699; weitere Scheune, Krüppelwalmdach; Gesamtanlage mit Kirche und Friedhof                                                 | Fotos hochladen                |
| Wegekreuz                         | Löf, Niederbachstraße, bei Nr. 22 Lage               | 1606            | Wegekreuz, Nischentyp, bezeichnet 1606 | Fotos hochladen                |
| Heiligenhäuschen                  | Löf, Niederbachstraße, bei Nr. 26 Lage               |                 | Heiligenhäuschen, Bildstocktyp | Fotos hochladen                |
| Wegekreuz                         | Löf, nordwestlich des Ortes an der K 41 Lage         |                 | Wegekreuz, Motive v.O.n.U.: INRI, Corpus, zweihenkliger Krug mit drei stilisierten Blumen, 1714, JOHANNES BRACHTENDORF . U . S. H . F (und seine Hausfrau) CATARINA AUF . KERGES . HOF                                                  | Fotos hochladen                |
| Kapelle                           | Löf, nordwestlich des Ortes bei den Kergeshöfen Lage | 1819            | | Fotos hochladen                |
| Kreuzweg                          | Löf, nordwestlich des Ortes am Kehrbach Lage         | 19. Jahrhundert | Kreuzwegkapelle (Kehrkapelle): Bruchsteinsaal, grob verputzt, Vesperbild, 19. Jahrhundert; Kreuzwegstation, Bildstocktyp, Relief wohl aus dem 19. Jahrhundert                                                                           | BW                             |
| Bahnhof Kattenes                  | Kattenes, Am Bahnhof 5 Lage                          | 1880            | Fachwerkbau mit eingeschossigen Fachwerkseitentrakten, bezeichnet 1880 | Fotos hochladen                |
| Brunnen                           | Kattenes, Mühlstraße Lage                            |                 | Reste einer Schwengelpumpe mit Brunnenbecken | BW                             |
| Wegekreuz                         | Kattenes, Mühlstraße, auf dem Friedhof Lage          | 1708            | Wegekreuz, bezeichnet 1708 | BW                             |
| Katholische Annenkapelle          | Kattenes, Oberdorfstraße Lage                        | 1899/1900       | neugotischer Saalbau, 1899/1900 | Fotos hochladen                |
| Kriegerdenkmal und Kreuze         | Kattenes, Oberdorfstraße, bei der Kapelle Lage       | ab 1687         | Grabkreuz, bezeichnet 1693; Kreuz, bezeichnet 1687; Kriegerdenkmal, kombiniertes Kreuz mit Podest mit Tafeln | BW                             |
| Heiligenhäuschen                  | Kattenes, südlich des Ortes an der B 416 Lage        |                 | Heiligenhäuschen, Michaels-Relief | BW                             |